# Francisco Cerúndolo
Francisco Cerúndolo (Buenos Aires, 13 de agosto de 1998) es un tenista argentino, que alcanzó su mejor puesto en el ranking ATP de individuales el 5 de mayo de 2025, cuando escaló hasta el puesto N.° 18.
Sus mejores resultados son el título en el Bastad Open 2022, en el Eastbourne Open 2023 y en el Umag Open 2024; la final del Argentina Open 2021, del Torneo de Lyon 2023 y del Argentina Open 2025; y las semifinales del Río Open 2022, del Torneo de Hamburgo 2022, del Masters de Miami 2022, del Río Open 2024 y del Masters de Madrid 2025. Además, ha ganado la Copa Laver en 2023. A nivel Challenger ha ganado cinco títulos en individuales: 3 en 2020 (Split, Guayaquil y Campinas); 1 en 2021 (Cordenons); y 1 en 2022 (Santa Cruz de la Sierra). 
Además, ha derrotado a jugadores ubicados en el Top 10 como: Ruud (x5), Rublev (x3), Zverev (x3), Auger-Aliassime (2023) y Fritz (2023), Sinner (2023) y de Miñaur (2025).

## Trayectoria

### 2018: Comienzos como tenista y primeros títulos ITF
Representó a Argentina en los Juegos Suramericanos de 2018 donde obtuvo la medalla de plata.
A finales del año llegó a su primera final de Futures en el Argentina F6 en Buenos Aires  donde cayó ante su compatriota Gonzalo Villanueva, unas semanas después obtuvo sus primeros torneos en los Futures 5 y 6 de Brasil en Mogi das Cruzes y Curitiba respectivamente. 

### 2019: Debut en el circuito ATP
Al año siguiente se adjudica los M15 de Manacor y Palmanova de España, el M15 de Buenos Aires, M25 de Bosnia & Herzegovina y el M25 de Lima. Además llega a la final del M25 de Buenos Aires.
Hizo su debut en un cuadro principal de un torneo ATP en el Abierto de Argentina después de recibir una invitación para el cuadro principal de sencillos, allí logró ganar su primer set en el circuito, aunque finalmente perdería su primer partido ante Guido Pella por 3-6, 6-4 y 6-1.

### 2020: Primeros títulos Challenger
Comenzado 2020, obtiene el M25 de Lima y el M25 de Los Ángeles. El 4 de octubre obtuvo su primer torneo Challenger, al vencer en la final de Split a Joao Sousa. Antes de finalizar el año 2020, obtuvo los Challengers de Guayaquil y Campinas, estos títulos le permitieron subir hasta el puesto 139.º del ranking ATP.

### 2021: Primera final ATP
Llegó a la final del Challenger Concepción donde cayó ante Sebastían Báez. En el Córdoba Open 2021 obtiene su primer triunfo a nivel ATP frente a Gianluca Mager por 6-7, 6-1 y 6-4. 
En el Argentina Open 2021, luego de superar la clasificación, vence a Federico Coria en primera ronda, a Benoit Paire en octavos de final y a Pablo Andújar en cuartos. Esta buena actuación le permitió clasificar al Abierto de Chile. En semifinal vence a Albert Ramos, llegando así a su primera final ATP. En la final cae ante su compatriota y número 9 del mundo en ese momento, Diego Schwartzman.
En el Challenger de Cordenons 2021 sale campeón después de vencer a Tomás Martín Etcheverry por 6-1 y 6-2.

### 2022: Primeros triunfos ante Tops Ten, primer título ATP e ingreso al top 30
Luego de su paso por Adelaida y la derrota en primera ronda de la qualy en el Australian Open, comenzó la gira de polvo de ladrillo sudamericana en el Challenger de Concepción de Chile, donde llegó hasta cuartos de final, mientras que la semana siguiente obtiene su quinto título de la categoría en el Challenger de Santa Cruz venciendo en la final a Camilo Ugo Carabelli por 6-4 y 6-3.
En el ATP de Córdoba recibe una tarjeta de invitación y pierde en primera ronda frente a Alejandro Tabilo, quien sería finalista. Luego realiza nuevamente un buen torneo en Buenos Aires: desde la clasificación llega a cuartos de final venciendo a Facundo Bagnis y Miomir Kecmanović, cuando pierde en un disputado encuentro frente a Diego Schwartzman en 3 sets.
Luego debía jugar la clasificación del Río Open, pero como su partido anterior en Buenos Aires fue postergado por lluvia, se le fue otorgada una exención especial para disputar el cuadro principal, donde por primera vez alcanzó las semifinales en un ATP 500, habiendo vencido a Benoît Paire, Roberto Carballes Baena y Miomir Kecmanović, allí nuevamente cayó en un apretado partido ante Schwartzman por 7-6 y 6-3.
Luego de dos semanas con derrotas en Indian Wells y en Phoenix, juega el Masters 1000 en Miami y sorprende al alcanzar las semifinales derrotando a Tallon Griekspoor, Reilly Opelka, Gaël Monfils, Frances Tiafoe y Jannik Sinner, todos siendo jugadores ubicados a más de 50 puestos de su ranking de ese momento (103), allí caería por 6-4 y 6-1 ante Casper Ruud quien por aquel entonces era número 8 del mundo.

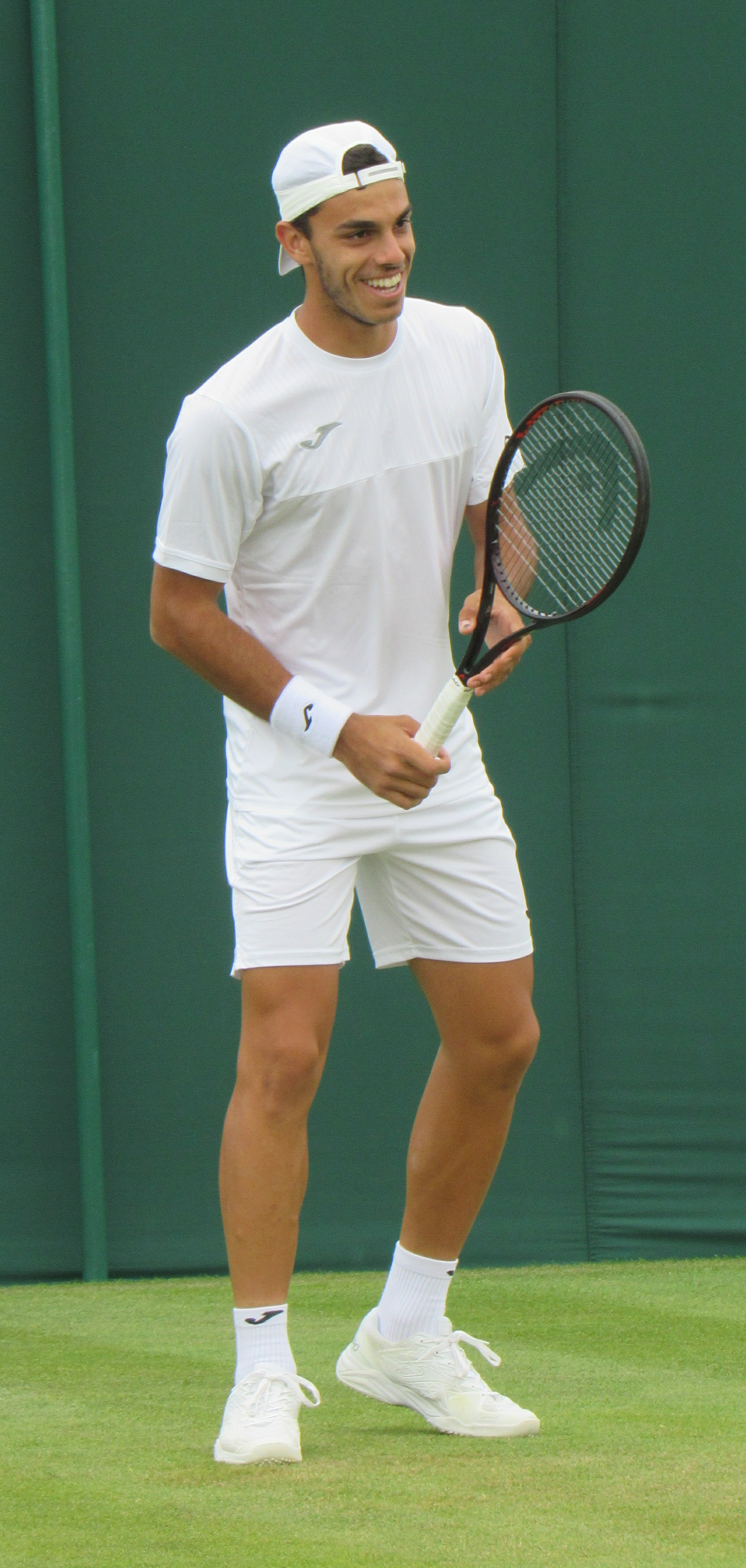
Cerúndolo en Wimbledon 2022

En el comienzo de la gira de polvo de Ladrillo, caería en las qualys de Múnich y Madrid, pero volvería a un cuadro principal en Roma y en Lyon, en Italia cayó frente a Jhon Isner en primera ronda luego de avanzar desde la clasificación, mientras que en Francia lo hizo en segunda ante Cameron Norrie, número 11 del ranking. Terminaría la gira en Roland Garros, donde queda eliminado en la primera ronda ante Daniel Evans en sets corridos.
En la gira de césped disputa tres torneos, en Queen's Club llegó hasta segunda ronda y perdió ante el local Ryan Peniston, en Eastbourne cayó en primera ronda frente Tommy Paul, y en Wimbledon fue derrotado por Rafael Nadal en 4 sets y en la misma instancia.
En la siguiente gira de polvo obtuvo sus dos mejores semanas del año, en la primera logró el primer título de su carrera en el Torneo de Bastad, donde venció en la final a su compatriota Sebastián Báez por 7-6 (4) y 6-2. En ese torneo obtuvo su primera victoria frente a un top ten, al ganarle en octavos de final al noruego Casper Ruud por 6-4, 3-6 y 7-5, quien por entonces era el número 5 del ranking ATP, el primer preclasificado del torneo, y además, defensor del título, ya en primera ronda había vencido a Pedro Sousa por 6-4 y 6-3, luego en cuartos de final a Aslan Karatsev por 7-5 y 6-1, y en semifinales a Pablo Carreño Busta por 6-3 y 6-2.
La semana siguiente disputa el ATP 500 de Hamburgo, en el que logró su segunda victoria ante un top 10, fue 6-4 y 6-2 ante Andrey Rublev en octavos de final, además, venía de vencer en primera ronda al local Daniel Altmaier, en cuartos volvería a vencer a Aslan Karatsev, y finalmente caería en semis ante Lorenzo Musetti, quien a posteriori sería campeón del torneo. En la gira de cemento encadenaría una serie de tres derrotas consecutivas en primera ronda, ante Karen Kachanov en Montreal, ante Roberto Bautista Agut en Cincinnati, y ante Andy Murray en el US Open.
Representó a Argentina por primera vez en las finales de Copa Davis, donde perdió sus dos partidos ante Jannik Sinner y Borna Ćorić respectivamente.
Arrancó la gira de torneos indoor con una derrota en Astaná frente Hubert Hurkacz, en Gijón llega hasta cuartos de final donde cayó ante Dominic Thiem, frente al mismo rival perdió en segunda ronda de Antwerp, mientras que en la misma instancia caería en Vienna ante Jannik Sinner, y finalizó la gira en el Masters de París, donde perdió en primera ronda ante Denis Shapovalov.
Terminó el hasta entonces mejor año de su carrera dentro del top 30 del ranking ATP, con un título, y dos victorias ante tenistas top 10.

### 2023: Octavos en Roland Garros, título en césped e ingreso al top 20
Arrancó el año representando a Argentina en la United Cup, cayendo en el round robin ante Arthur Rinderknech y Borna Ćorić. En el Australian Open obtiene sus primeros dos triunfos en un torneo de Grand Slam, ante Guido Pella por 6-4, 6-4 y 6-3, y ante Corentin Moutet por 3-6, 6-4, 6-2 y 7-5, luego en tercera ronda cayó frente a Félix Auger-Aliassime por 1-6, 6-3, 1-6 y 4-6. Luego vuelve a representar a Argentina en Copa Davis, esta vez en el cruce ante Finlandia por la fase clasificatoria, allí obtiene su primera victoria en la competición ante Otto Virtanen por 6-3, 3-6 y 7-6. Aunque debido a problemas físicos tuvo que bajarse de su partido ante Emil Ruusuvuori, en el que fue reemplazado por Facundo Bagnis. En el comienzo de la gira sudamericana, disputa el Córdoba Open donde venció a Federico Delbonis por 6-3, 3-6 y 7-5 y cayó frente a Federico Coria en cuartos de final, luego de retirase debido a problemas físicos cuando el partido iba 6-4 y 3-0. A pesar de la derrota, la victoria de su hermano Juan Manuel ante Diego Schwartzman, le permitió arrancar la semana siguiente como el nuevo número 1 de Argentina en el ranking ATP. Pierde dos veces en semanas consecutivas frente al español Zapata Miralles en cuartos de final en el Abierto de Argentina por 6-3, 6-7 y 6-3 y en octavos de final en Río de Janeiro por 6-1, 4-6 y 6-1. Finaliza la gira sudamericana en la segunda ronda de Santiago cayendo por 6-3, 3-6 y 6-3 ante Tomás Martin Etcheverry, futuro finalista del torneo.
En el mes de marzo, en el Masters 1000 de Indian Wells derrota a Jack Sock en segunda ronda, pero cae ante Félix Auger-Aliassime en tercera, mientras que en el Masters 1000 de Miami derrota a Aleksandar Kovacevic, toma revancha de Auger-Aliassime, y vence a Lorenzo Sonego, cayendo finalmente en cuartos de final ante Karén Khachanov por 6-3 y 6-2. En Montecarlo vence a Cameron Norrie con facilidad en primera ronda, pero cae en segunda ante Matteo Berrettini por 5-7, 7-6 y 6-4, luego de remontar una desventaja de 5-0 en el primer set. Volvería a vencer a un top 10 en la tercera ronda de Barcelona, siendo nuevamente Casper Ruud, por 7-6 y 6-3, aunque caería en cuartos de final ante Daniel Evans. Finalizaría su paso por España en el Masters de Madrid donde cayó en su primer partido ante Pedro Cachin. Vuelve a la senda ganadora en el Masters de Roma, donde elimina a Yibing Wu, Gregoire Barrere, y al local y número 8 del mundo Jannik Sinner, por 6-7, 6-2 y 6-2, alcanzando nuevamente los cuartos de final de un torneo M1000, allí caería ante Ruud por 7-6 y 6-4. En el torneo de Lyon volvería a alcanzar una final, venciendo en el camino a Juan Pablo Varillas que se retiró cuando el partido iba 6-2, Jack Draper por 4-6, 6-4 y 6-3, y a Cameron Norrie 6-3 y 6-0, ya en el partido por el título caería frente al local Arthur Fils por 6-3 y 7-5.
En Roland Garros venció a Jaume Munar, Yannick Hanfmann y Taylor Fritz para alcanzar por primera vez los octavos de final de un torneo de Grand Slam, allí se enfrentó a Holger Rune, en un partido de más de 4 horas, que se prolongó hasta 5 sets, tuvo un supertiebreak y terminó 7-6, 3-6, 6-4, 1-6 y 7-6 a favor del danés. Arrancó la gira de pasto en el torneo de Queen's Club, venciendo en primera ronda a Tommy Paul, pero cayendo en segunda ante Grigor Dimitrov.
En la semana siguiente, se consagró campeón en el Torneo de Eastbourne, tras vencer a Marc-Andrea Huesler por 7-6 y 7-6, a Zhang Zhizhen 6-2 y 6-3, a Mackenzie McDonald por 2-6, 7-5 y 6-2 y nuevamente en césped a Tommy Paul, pero ahora por 6-4, 1-6 y 6-4 en una final, logrando así su primer título en la superficie y convirtiéndose en el tercer argentino en ganar un torneo en hierba tras Guillermo Vilas y Javier Frana, siendo además, el primero en 28 años.
Ya en Wimbledon consiguió su primera victoria en la competición ante Nuno Borges por 5-7, 6-3, 6-3 y 6-4, pero cayó en segunda ronda ante Jiří Lehečka, finalizando la gira de césped con saldo positivo, obteniendo su primer triunfo en Wimbledon y el título en Eastbourne. En su regreso a polvo de ladrillo en el Torneo de Bastad, arrancó su defensa del título en segunda ronda venciendo a Luca Van Assche, en cuartos de final a Federico Coria, y finalmente cayó en semifinales ante Andrey Rublev por 7-6, 6-7 y 6-3, quien a posteriori sería el nuevo campeón del torneo. Mientras que en Hamburgo, donde defendía semifinales, debió enfrentarse al local Yannick Hanfmann en primera ronda, pero se vio obligado a retirarse en el tercer set, finalizando 4-6, 6-2 y 4-2 a favor del alemán. Comenzó el US Open Series en el Masters de Canadá, en primera ronda venció al local Alexis Galarnaeu por 6-2, 4-6 y 6-4, pero en segunda cayó ante Tommy Paul por 7-6, 6-7 y 6-3. En el Masters de Cincinnati fue derrotado en la primera ronda por el serbio Dušan Lajović, con un marcador de 6-3 y 6-4. En el US Open venció en primera ronda al local Zachary Svajda por 5-7, 6-4, 6-4 y 6-3, logrando su primera victoria en la competición, no obstante, su camino en el torneo se acortaría rápidamente, ya que en segunda ronda perdió ante Jiri Vesely por 7-6, 6-2, 3-6, 2-6 y 7-6.
Luego de la gira norteamericana volvió a su país para jugar la Copa Davis, en la que Argentina se encontraba en el Grupo Mundial I y debía disputar ante Lituania su pase a la fase clasificatoria de la edición 2024, allí Francisco jugó el primer partido de la serie, venciendo a Vilius Gaubas por 6-1, 6-7 y 6-2. Luego sus compañeros de equipo ganaron sus respectivos partidos y Argentina avanzó ganando cómodamente por 4-0.
Fue convocado por John McEnroe para integrar el equipo de Resto del Mundo en la Laver Cup 2023, en su primer y único partido en el torneo venció a Alejandro Davidovich Fokina por 6-3 y 7-6, convirtiéndose en el primer sudamericano en ganar un partido en la competición y contribuyendo con un punto a su equipo, que a posteriori sería el campeón de esta edición.
En la gira asiática arrancó jugando el Masters de Shanghái, donde llegó hasta octavos de final, al ser preclasificado en la primera ronda obtuvo un bye, en segunda venció por 7-6 y 7-6 a Mackenzie McDonald, mientras que en tercera lo hizo ante Márton Fucsovics por 3-6, 6-4 y 7-5, ya en octavos caería ante Sebastian Korda por 7-5 y 7-6. Finalizaría la gira en el Torneo de Tokyo donde cayó en primera ronda ante Diego Schwartzman por 6-4 y 6-1, ampliando el récord negativo ante su compatriota, siendo ahora 0-4. En el gira indoor europea cayó en primera ronda del Torneo de Vienna ante Lorenzo Sonego. Mientras que en el Masters de París venció en primera ronda al local Gael Monfils por 4-6, 7-6 y 7-5, en segunda volvería a ganarle a un tenista ubicado en el top 10 del ranking, siendo nuevamente Casper Ruud, ahora en sets corridos por 7-5 y 6-4, ya en tercera caería ante el polaco Hubert Hurkacz por 6-4 y 6-3.
Terminó así la mejor temporada de su carrera, nuevamente dentro del top 30 del ranking ATP, habiendo ingresado durante el año en el top 20 consiguiendo su nuevo mejor ranking (19), logró avanzar hasta octavos de final de Roland Garros, obtuvo sus primeros triunfos en Australia, Wimbledon, y US Open, llegó a cuartos de final en Masters tanto de polvo de ladrillo como de cemento, ganó un título histórico en césped, y finalizó el año con 5 victorias ante tenistas top 10.

### 2024: Tercera semifinal ATP 500, desempeño contra Tops y tercer título ATP
Comenzó la gira por Asia y Oceanía con derrotas consecutivas en segunda ronda, tanto en el Torneo de Hong Kong como en el Torneo de Auckland. En el Abierto de Australia cayó en la misma instancia ante Fábián Marozsán en sets corridos, aunque lo hizo luego de vencer en primera ronda al local Dane Sweeny.
Volvió a representar a Argentina en la fase clasificatoria de la Copa Davis ante el seleccionado de Kazajistán, venciendo en el primer partido de la serie ante Dimitry Popko, dándole el primer punto a su país, luego de la derrota de Tomás Etcheverry y de la victoria de la dupla González/Molteni, Francisco cayó ante Timofey Skatov dejando la serie 2-2, no obstante, Sebastián Báez se impuso ante Popko y Argentina ganó la serie 3-2, clasificando a la fase final de la competición.
En febrero jugó tres de los cuatro torneos de la gira sudamericana, tanto en el Torneo de Córdoba como en el Argentina Open se despidió en la segunda ronda, mientras que en el Torneo de Río volvió a jugar semifinales de un torneo ATP500 tras casi dos años, allí cayó ante Sebastián Báez, futuro campeón del torneo. En marzo cayó ante Ben Shelton en la tercera ronda del Masters de Indian Wells, en un partido muy reñido donde el estadounidense ganó por tie-break en el tercer set. Tuvo derrotas consecutivas ante Karen Khachanov, siendo la primera en la tercera ronda del Masters de Miami y la siguiente en segunda ronda de Montecarlo. En el Masters de Madrid tuvo un gran torneo venciendo entre otros, a Tommy Paul en tercera ronda, y a Alexander Zverev (N.° 5 del ranking), en octavos de final, firmando así su octava victoria ante tenistas top 10.
En el Roland Garros, comenzó jugando el 27 de mayo la primera ronda frente a Yannick Hanfmann, a quien derrotó sin problemas en tres sets seguidos. En segunda ronda venció a Filip Misolic por 6-2, 7-6 y 6-0, mostrando un gran nivel. En tercera ronda volvió a chocar con Tommy Paul (N.° 14) y lo derrotó en tres sets seguidos tras perder el primer set. El 3 de junio tendría su mejor partido del año, enfrentándose a Novak Djokovic (N.° 1) en octavos de final, cayó con el serbio en un partido de 4 horas y 39 minutos por 6-1, 5-7, 3-6, 7-5 y 6-3 siendo derrotado en el quinto set, sin embargo, su desempeño fue destacado por su contrincante.
En la gira de césped no pudo revalidar el buen rendimiento de la temporada pasada y cayó en primera ronda en todos los torneos que disputó, Queen's Club, Eastboourne y Wimbledon.

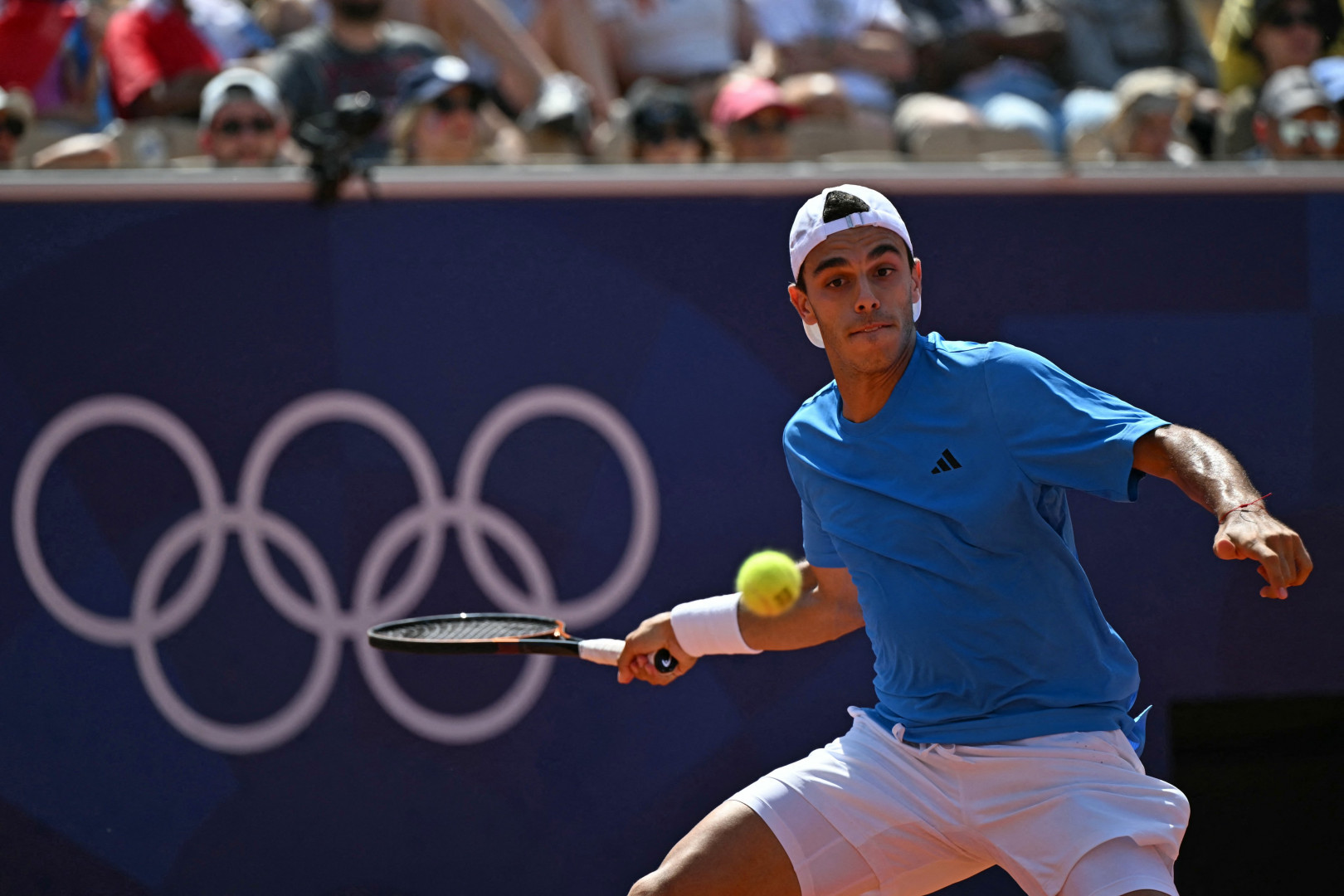
Cerúndolo contra Ugo Humbert en los Juegos Olímpicos de París 2024.

En su regreso a polvo de ladrillo, llegó a cuartos de final en el ATP500 de Hamburgo, mientras que en el Torneo de Umag consiguió un nuevo título, venciendo en el camino al local Matej Dodig en segunda ronda, a Lorenzo Sonego en cuartos de final, al número 9 del ranking Andréi Rublev en semifinales, y a Lorenzo Musetti en la final, con un resultado de 2-6, 6-4 y 7-6(5), logrando así su tercer título en el circuito ATP. Menos de un día después, en París disputó sus segundos Juegos Olímpicos, allí logró su primer triunfo ante Tomás Barrios Vera, hizo lo propio en segunda ronda ante Ugo Umbert el mejor sembrado local, hasta que finalmente cayó ante Casper Ruud en tercera ronda.

## Vida personal
Sus padres también están ligados al deporte, Alejandro "Toto" Cerúndolo fue tenista y entrenador, mientras que su madre María Luz Rodríguez es psicóloga deportiva y en su juventud también fue tenista.
Su hermano menor, Juan Manuel, también es tenista, jugó su primera final y ganó su primer título en el Córdoba Open 2021, una semana antes de la final de Francisco en Buenos Aires, lo que convirtió a los Cerúndolo en los primeros hermanos en llegar a finales consecutivas en el circuito ATP desde 2017, cuando Alexander Zverev ganó el título en el Masters de Roma y Mischa Zverev llegó a la final del Geneva Open. En aquel torneo de Córdoba, Francisco disputó el primer torneo ATP en el que también competía su hermano, convirtiéndose en los primeros hermanos argentinos en 40 años en presentarse en el mismo torneo. Su hermana menor María Constanza es jugadora de hockey sobre césped, forma parte del Belgrano Athletic Club e integra la nomina titular de la selección de Argentina.
Estudia Licenciatura en Management con orientación en Economía y Finanzas en la Universidad de Palermo. Al igual que sus hermanos, es hincha del Club Atlético River Plate.

## Títulos ATP (3; 3+0)

### Individual (3)
| Leyenda                   |
| Grand Slam (0)            |
| ATP Tour Finals (0)       |
| ATP Tour Masters 1000 (0) |
| ATP Tour 500 (0)          |
| ATP Tour 250 (3)          |

| N.º | Fecha               | Torneo     | Superficie    | Oponente en la final | Resultado        |
| --- | ------------------- | ---------- | ------------- | -------------------- | ---------------- |
| 1.  | 17 de julio de 2022 | Bastad     | Tierra batida | Sebastián Báez       | 7-6(4), 6-2      |
| 2.  | 1 de julio de 2023  | Eastbourne | Hierba        | Tommy Paul           | 6-4, 1-6, 6-4    |
| 3.  | 27 de julio de 2024 | Umag       | Tierra batida | Lorenzo Musetti      | 2-6, 6-4, 7-6(5) |

#### Finalista (3)
| N.º | Fecha                 | Torneo       | Superficie    | Oponente en la final | Resultado   |
| --- | --------------------- | ------------ | ------------- | -------------------- | ----------- |
| 1.  | 7 de marzo de 2021    | Buenos Aires | Tierra batida | Diego Schwartzman    | 1-6, 2-6    |
| 2.  | 27 de mayo de 2023    | Lyon         | Tierra batida | Arthur Fils          | 3-6, 5-7    |
| 3.  | 16 de febrero de 2025 | Buenos Aires | Tierra batida | João Fonseca         | 4-6, 6-7(1) |

## Clasificación histórica
| Torneo                  | 2019            | 2020            | 2021            | 2022            | 2023            | 2024            | 2025 | G–P   |
| ----------------------- | --------------- | --------------- | --------------- | --------------- | --------------- | --------------- | ---- | ----- |
| Grand Slam              |                 |                 |                 |                 |                 |                 |      |       |
| Abierto de Australia    | A               | A               | A               | A               | 3R              | 2R              | 3R   | 5–3   |
| Roland Garros           | A               | A               | 1R              | 1R              | 4R              | 4R              | 1R   | 6–5   |
| Wimbledon               | A               | ND              | A               | 1R              | 2R              | 1R              | 1R   | 1–4   |
| US Open                 | A               | A               | A               | 1R              | 2R              | 2R              |      | 2–3   |
| Ganados–Perdidos        | 0–0             | 0–0             | 0–1             | 0–3             | 7–4             | 5–4             | 2–3  | 14–15 |
| Torneo de maestros      |                 |                 |                 |                 |                 |                 |      |       |
| ATP Finals              | No se clasificó | No se clasificó | No se clasificó | No se clasificó | No se clasificó | No se clasificó |      | 0–0   |
| ATP Tour Masters 1000   |                 |                 |                 |                 |                 |                 |      |       |
| Indian Wells            | A               | ND              | A               | A               | 3R              | 3R              | CF   | 5–3   |
| Miami                   | A               | ND              | A               | SF              | CF              | 3R              | CF   | 12–4  |
| Montecarlo              | A               | ND              | A               | A               | 2R              | 2R              | 2R   | 3–3   |
| Madrid                  | A               | ND              | A               | A               | 2R              | CF              | SF   | 7–3   |
| Roma                    | A               | A               | A               | 1R              | CF              | 3R              | 4R   | 6–4   |
| Canadá                  | A               | ND              | A               | 1R              | 2R              | A               | 4R   | 3–3   |
| Cincinnati              | A               | A               | A               | 1R              | 1R              | 1R              | A    | 0–3   |
| Shanghái                | A               | No Disputado    | No Disputado    | No Disputado    | 4R              | 2R              |      | 2–2   |
| París                   | A               | A               | A               | 1R              | 3R              | 3R              |      | 4–3   |
| Ganados–Perdidos        | 0–0             | 0–0             | 0–0             | 5–5             | 13–9            | 9–8             | 15–6 | 42–28 |
| Representación nacional |                 |                 |                 |                 |                 |                 |      |       |
| Juegos Olímpicos        | NC              | NC              | 1R              | NC              | NC              | 3R              | NC   | 2–2   |
| Copa Davis              | A               | A               | A               | RR              | PO              | CF              |      | 6–4   |
| Estadísticas            |                 |                 |                 |                 |                 |                 |      |       |
| Torneos                 | 1               | 1               | 8               | 14              | 25              | 30              | 18   | 97    |
| Títulos                 | 0               | 0               | 0               | 1               | 1               | 1               | 0    | 3     |
| Finales                 | 0               | 0               | 1               | 1               | 2               | 1               | 1    | 6     |

## Ranking ATP al final de la temporada
| Año                     | 2016 | 2017 | 2018 | 2019 | 2020 | 2021 | 2022 | 2023 | 2024 |
| Ranking en individuales | 1392 | 1333 | 570  | 248  | 139  | 127  | 30   | 21   | 30   |

## Títulos ATP Challenger (5; 5+0)

### Individuales (5)
| N.° | Fecha                   | Torneo                   | Superficie    | Oponente en la final    | Resultado      |
| --- | ----------------------- | ------------------------ | ------------- | ----------------------- | -------------- |
| 1.  | 4 de octubre de 2020    | Challenger de Split      | Tierra batida | Pedro Sousa             | 4-6, 6-3, 7-64 |
| 2.  | 22 de noviembre de 2020 | Challenger de Guayaquil  | Tierra batida | Andrej Martin           | 6-4, 3-6, 6-2  |
| 3.  | 6 de diciembre de 2020  | Challenger de Campinas   | Tierra batida | Roberto Carballés Baena | 6-4, 3-6, 6-3  |
| 4.  | 8 de agosto de 2021     | Challenger de Cordenons  | Tierra batida | Tomás Martín Etcheverry | 6-1, 6-2       |
| 5.  | 29 de enero de 2022     | Challenger de Santa Cruz | Tierra batida | Camilo Ugo Carabelli    | 6-4, 6-3       |

### Finalista (1)
| N.° | Fecha                 | Torneo                   | Superficie    | Oponente en la final | Resultado       |
| --- | --------------------- | ------------------------ | ------------- | -------------------- | --------------- |
| 1.  | 21 de febrero de 2021 | Challenger de Concepción | Tierra batida | Sebastián Báez       | 3-6, 7-65, 56-7 |

| N.° | Fecha               | Torneo                   | Superficie    | Pareja               | Oponentes en la final            | Resultado |
| --- | ------------------- | ------------------------ | ------------- | -------------------- | -------------------------------- | --------- |
| 1.  | 22 de enero de 2022 | Challenger de Concepción | Tierra batida | Camilo Ugo Carabelli | Diego Hidalgo Cristian Rodríguez | 2-6, 0-6  |

## Finales Futures ITF

### Individual: 10 (8-2)
| Títulos por superficie |
| ---------------------- |
| Dura (1-0)             |
| Arcilla (10-3)         |
| Césped (0-0)           |

| Resultado | G–P | Fecha      | Torneo                             | Nivel   | Superficie | Oponente                | Resultado        |
| --------- | --- | ---------- | ---------------------------------- | ------- | ---------- | ----------------------- | ---------------- |
| Finalista | 0–1 | Sep 2018   | Argentina F6, Buenos Aires         | Futures | Arcilla    | Gonzalo Villanueva      | 0-6, 3-6         |
| Campeón   | 1–1 | Oct 2018   | Brasil F5, Mogi das Cruzes         | Futures | Arcilla    | Daniel Dutra da Silva   | 6-2, 6-4         |
| Campeón   | 2–1 | Oct 2018   | Brasil F6, Curitiba                | Futures | Arcilla    | Felipe Meligeni Alves   | 7-6(3), 6-2      |
| Campeón   | 3–1 | Enero 2019 | M15 Manacor, España                | Futures | Arcilla    | Ivan Gájov              | 6-3, 6-3         |
| Campeón   | 4–1 | Enero 2019 | M15 Palmanova, España              | Futures | Arcilla    | Sandro Ehrat            | 2-6, 6-2, 6-3    |
| Campeón   | 5–1 | Mayo 2019  | M15 Buenos Aires, Argentina        | Futures | Arcilla    | Genaro Alberto Olivieri | 7-6(2), 7-6(6)   |
| Campeón   | 6–1 | Junio 2019 | M25 Kiseljak, Bosnia y Herzegovina | Futures | Arcilla    | Christopher O'Connell   | 3-6, 6-2, [10-4] |
| Finalista | 6–2 | Julio 2019 | M25 Buenos Aires, Argentina        | Futures | Arcilla    | Juan Pablo Ficovich     | 5-7, 7-6(5), 3-6 |
| Campeón   | 7–2 | Enero 2020 | M25 Lima, Perú                     | Futures | Arcilla    | Nicolás Álvarez         | 6-2, 6-1         |
| Campeón   | 8–2 | Enero 2020 | M25 Los Ángeles, Estados Unidos    | Futures | Dura       | Alexander Ritschard     | 6-3, 6-3         |

### Dobles: 2 (1-1)
| Títulos por superficie |
| ---------------------- |
| Dura (0-0)             |
| Arcilla (1-1)          |
| Césped (0-0)           |

| Resultado | G–P | Fecha      | Torneo                             | Nivel   | Superficie | Pareja           | Oponentes                                       | Resultado           |
| --------- | --- | ---------- | ---------------------------------- | ------- | ---------- | ---------------- | ----------------------------------------------- | ------------------- |
| Campeón   | 1–0 | Marzo 2019 | M15 Pinamar, Argentina             | Futures | Arcilla    | Hernán Casanova  | Arklon Huertas del Pino Conner Huertas del Pino | 7-6(7), 3-6, [10-5] |
| Finalista | 1–1 | Junio 2019 | M25 Kiseljak, Bosnia y Herzegovina | Futures | Arcilla    | João Pedro Sorgi | Mārtiņš Podžus Maxim Ratniuk                    | 6-7(5), 2-6         |

## Victorias sobre Top 10
| Año       | 2016 | 2017 | 2018 | 2019 | 2020 | 2021 | 2022 | 2023 | 2024 | 2025 | Total |
| --------- | ---- | ---- | ---- | ---- | ---- | ---- | ---- | ---- | ---- | ---- | ----- |
| Victorias | 0    | 0    | 0    | 0    | 0    | 0    | 2    | 5    | 4    | 4    | 15    |

| #    | Jugador               | Ranking | Torneo                        | Superficie | Rd   | Resultado          | FC Ranking |
| 2022 | 2022                  | 2022    | 2022                          | 2022       | 2022 | 2022               | 2022       |
| ---- | --------------------- | ------- | ----------------------------- | ---------- | ---- | ------------------ | ---------- |
| 1.   | Casper Ruud           | 5       | Bastad, Suecia                | Arcilla    | 2R   | 6–4, 3–6, 7–5      | 39         |
| 2.   | Andrey Rublev         | 8       | Hamburgo, Alemania            | Arcilla    | 3R   | 6–4, 6–2           | 30         |
| 2023 |                       |         |                               |            |      |                    |            |
| 3.   | Félix Auger-Aliassime | 6       | Miami, Estados Unidos         | Dura       | 3R   | 6–2, 7–5           | 31         |
| 4.   | Casper Ruud           | 3       | Barcelona, España             | Arcilla    | 3R   | 7–6(7–5), 6–3      | 32         |
| 5.   | Jannik Sinner         | 8       | Roma, Italia                  | Arcilla    | 4R   | 6–7(3–7), 6–2, 6–2 | 31         |
| 6.   | Taylor Fritz          | 8       | Roland Garros, París, Francia | Arcilla    | 3R   | 3–6, 6–3, 6–4, 7–5 | 23         |
| 7.   | Casper Ruud           | 8       | París, Francia                | Dura (i)   | 2R   | 7–5, 6–4           | 21         |
| 2024 |                       |         |                               |            |      |                    |            |
| 8.   | Alexander Zverev      | 5       | Madrid, España                | Arcilla    | 4R   | 6–3, 6–4           | 22         |
| 9.   | Andrey Rublev         | 9       | Umag, Croacia                 | Arcilla    | SF   | 7–6(8–6), 6–4      | 37         |
| 10.  | Casper Ruud           | 9       | Laver Cup, Berlín, Alemania   | Dura (i)   | RR   | 6–4, 6–4           | 31         |
| 11.  | Andrey Rublev         | 7       | París, Francia                | Dura (i)   | 2R   | 7–6(8–6), 7–6(7–5) | 29         |
| 2025 |                       |         |                               |            |      |                    |            |
| 12.  | Alexander Zverev      | 2       | Buenos Aires, Argentina       | Arcilla    | CF   | 3–6, 6–3, 6–2      | 28         |
| 13.  | Álex de Miñaur        | 10      | Indian Wells, Estados Unidos  | Dura       | 4R   | 7–5, 6–3           | 26         |
| 14.  | Casper Ruud           | 6       | Miami, Estados Unidos         | Dura       | 4R   | 6–4, 6–2           | 24         |
| 15.  | Alexander Zverev      | 2       | Madrid, España                | Arcilla    | 4R   | 7–5, 6–3           | 21         |